# MTV Video Music Awards 1994
Les MTV Video Music Awards 1994 ont eu lieu le 8 septembre 1994 au Radio City Music Hall de New York.

## Palmarès
Les gagnants sont écrits en gras.

### Vidéo de l'année
- Aerosmith : Cryin'
- Beastie Boys : Sabotage
- Nirvana : Heart-Shaped Box
- R.E.M. : Everybody Hurts

### Meilleure vidéo masculine
- Tom Petty and the Heartbreakers : Mary Jane's Last Dance
- Beck : Loser
- Tony Bennett : Steppin' Out with My Baby
- Bruce Springsteen : Streets of Philadelphia

### Meilleure vidéo féminine
- Janet Jackson : If
- Björk : Human Behaviour
- Sheryl Crow : Leaving Las Vegas
- Me'Shell NdegéOcello : If That's Your Boyfriend (He Wasn't Last Night)

### Meilleur nouvel artiste
- Counting Crows : Mr. Jones
- Beck : Loser
- Björk : Human Behaviour
- Green Day : Longview
- Lisa Loeb and Nine Stories : Stay (I Missed You)
- Me'Shell NdegéOcello : If That's Your Boyfriend (He Wasn't Last Night)

### Meilleure réalisation dans une vidéo
- R.E.M. : Everybody Hurts (Réalisateur : Jake Scott)
- Aerosmith : Amazing (Réalisateur : Marty Callner)
- Beastie Boys : Sabotage (Réalisateur : Spike Jonze)
- Deep Forest : Sweet Lullaby (Réalisateur : Tarsem)

### Meilleure chorégraphie dans une vidéo
- Salt-n-Pepa (featuring En Vogue) : Whatta Man (Chorégraphe: Frank Gatson et Randy Connor)
- Hammer : Pumps and a Bump (Chorégraphe: Hammer et Randi G.)
- Janet Jackson : If (Chorégraphe: Tina Landon)
- Us3 : Cantaloop (Flip Fantasia) (Chorégraphe: Toledo)

### Meilleur montage dans une vidéo
- R.E.M. : Everybody Hurts (Monteur: Pat Sheffield)
- Aerosmith : Amazing (Monteurs: Troy Okoniewski et Jay Torres)
- Björk : Human Behaviour (Monteur: Michel Gondry)
- Deep Forest : Sweet Lullaby (Monteur: Robert Duffy)
- Peter Gabriel : Kiss That Frog (Monteur: Craig Wood)
- Meat Puppets : Backwater (Monteur: Katz)
- The Smashing Pumpkins : Disarm (Monteur: Pat Sheffield)
- Stone Temple Pilots : Vasoline (Monteur: Kevin Kerslake)

### Meilleur groupe
- Aerosmith : Cryin'
- Beastie Boys : Sabotage
- Green Day : Longview
- R.E.M. : Everybody Hurts